# Tolkning (semantik)
Tolkning är ett begrepp inom semantiken där ett ord eller uttrycks betydelse av sammanhanget (kontexten) begränsas till en delmängd av möjliga betydelser. Tolkningen är en central aspekt av den hermeneutiska rörelsen.